# ام‌جی (خواننده)
کیم میونگ جون (کره‌ای: 김명준؛ زادهٔ ۵ مارس ۱۹۹۴) که به‌طور حرفه‌ای با نام ام‌جی (کره‌ای: 엠제이؛ انگلیسی: MJ) شناخته می‌شود، خواننده، بازیگر و مدل اهل کره جنوبی زیر نظر فنتجیو است. او در سال ۲۰۱۶ به عنوان وکالیست اصلی گروه شش نفرهٔ کی-پاپ آسترو فعالیت خود را آغاز کرد.

## زندگی و حرفه

### ۲۰۱۲–۲۰۱۵: پیش از آغاز فعالیت
ام‌جی در سال ۲۰۱۲ در ادیشن اکس اچ‌یوام برای جی‌وای‌پی انترتینمنت شرکت کرد و بورس تحصیلی یک ساله در دانشگاه ملی سئول را برنده شد.
ام‌جی به عنوان بخشی از فنتجیو آی‌تین، یک برنامهٔ توسعهٔ استعدادهای تازه‌کار، زیر نظر آژانس مدیریتی فنتجیو آموزش می‌دید. او و دیگر اعضای آسترو در این زمان با نام آی‌تین بویز شناخته می‌شدند.
ام‌جی به همراه دیگر اعضای آسترو در نقش خودشان در یک مجموعه اینترنتی به نام ادامه دارد حضور پیدا کردند.

## فیلم‌شناسی

### مجموعه اینترنتی
| سال  | عنوان                            | نقش         | توضیحات               | منابع |
| ---- | -------------------------------- | ----------- | --------------------- | ----- |
| ۲۰۱۵ | ادامه دارد                       | خودش        |                       | [ ۳ ] |
| ۲۰۱۶ | برخی از دستورالعمل‌های رمانتیک من |             | حضور افتخاری (قسمت ۶) |       |
| ۲۰۱۷ | انتقام شیرین                     | خودش        |                       |       |
| ۲۰۱۹ | سول پلیت                         | فرشته راویل |                       | [ ۴ ] |
| ۲۰۲۱ | اگه می‌تونی پیدام کن              | سول یو هوان |                       | [ ۵ ] |

### برنامه تلویزیونی
| سال  | عنوان             | نقش               | توضیحات      | منابع  |
| ---- | ----------------- | ----------------- | ------------ | ------ |
| ۲۰۱۹ | باید بدونم        | عضو گروه بازیگران |              | [ ۶ ]  |
| ۲۰۱۹ | تنهایی سفر کن     | عضو گروه بازیگران |              | [ ۷ ]  |
| ۲۰۱۹ | پادشاه خواننده    | شرکت کننده        | قسمت ۲۱۳–۲۱۴ | [ ۸ ]  |
| ۲۰۲۰ | سرگرمی مورد علاقه | عضو گروه بازیگران | سوپر فایو    | [ ۹ ]  |
| ۲۰۲۱ | فکت این استار     | مجری              |              |        |
| ۲۰۲۱ | گادویا شو         | پنلیست            |              | [ ۱۰ ] |

### برنامه اینترنتی
| سال  | عنوان               | نقش               | توضیحات | منابع  |
| ---- | ------------------- | ----------------- | ------- | ------ |
| ۲۰۱۹ | کوییز شوی ناعاقلانه | عضو گروه بازیگران | فصل ۲   | [ ۱۱ ] |
| ۲۰۱۹ | لگد به پتو در شب    | مجری              |         | [ ۱۲ ] |